# Thwaites-Gletscher
Der Thwaites-Gletscher (inoffiziell auch englisch Doomsday Glacier ‚Gletscher des Jüngsten Gerichts’ oder ,Weltuntergangsgletscher‘) ist ein großer Gletscher im westantarktischen Marie-Byrd-Land. 2010 wies er eine Ausdehnung von rund 192.000 km² auf – eine Fläche, die größer ist als Florida.

## Lage
Der Thwaites fließt rund 50 km östlich des Mount Murphy zur Amundsen-See, in die er etwa 30 km nordöstlich der Bear-Halbinsel an der Walgreen-Küste in Form einer über 160 km langen und 30 km breiten Gletscherzunge mündet. 60 km der Zunge sind aufschwimmend und behindern die Schifffahrt in Ost-West-Richtung. Der Gletscher liegt in einer Gegend mit erhöhter vulkanischer Aktivität.
Die Geografie der Landschaft unter dem Gletscher wurde kartographiert (Veröffentlichung April 2024). Unter dem Gletscher befinden sich unter anderem auch Subglaziale Seen mit einer Tiefe bis zu 100 m.

## Geschichte
Der United States Geological Survey kartierte den gesamten Gletscher anhand eigener Vermessungen und Luftaufnahmen der United States Navy aus den Jahren 1959 bis 1966. Das Advisory Committee on Antarctic Names benannte ihn 1967 zu Ehren des Glaziologen Fredrik T. Thwaites (1883–1961) von der University of Wisconsin. Aufgrund seiner Eigenschaften wird dieser sehr große Gletscher für wissenschaftliche Szenarien des menschengemachten Klimawandels bis heute durch die NASA und Wissenschaftler genau beobachtet und analysiert.

### Bedeutung als Klimaindikator
Der Gletscher hat eine wichtige Funktion. Zusammen mit dem Pine-Island-Gletscher wirkt er als stabiler „Bremsklotz“ für den viel größeren westantarktischen Eisschild. Sollte dieser eines Tages schmelzen, abbrechen oder gar zusammenbrechen, könnten zahlreiche Küstenstädte wegen eines Meeresspiegelanstiegs von mehr als einem Meter überflutet werden. Im Jahr 2020 bezeichnete die British Broadcasting Corporation (BBC) den Thwaites aufgrund dieser globalen Bedeutung als Doomsday Glacier, was ,Weltuntergangsgletscher’ oder ,Gletscher des Jüngsten Gerichts’ bedeutet.
In der Region dieses Gletschers verändern sich die atmosphärischen und ozeanischen Bedingungen besonders deutlich: Rasche Eisverluste sind die Folge (siehe Folgen der globalen Erwärmung in der Antarktis), da auch das schützende Schelfeis als natürliche Schutzbarriere des Gletschers durch die Erhöhung der Wassertemperaturen rascher schmilzt. 

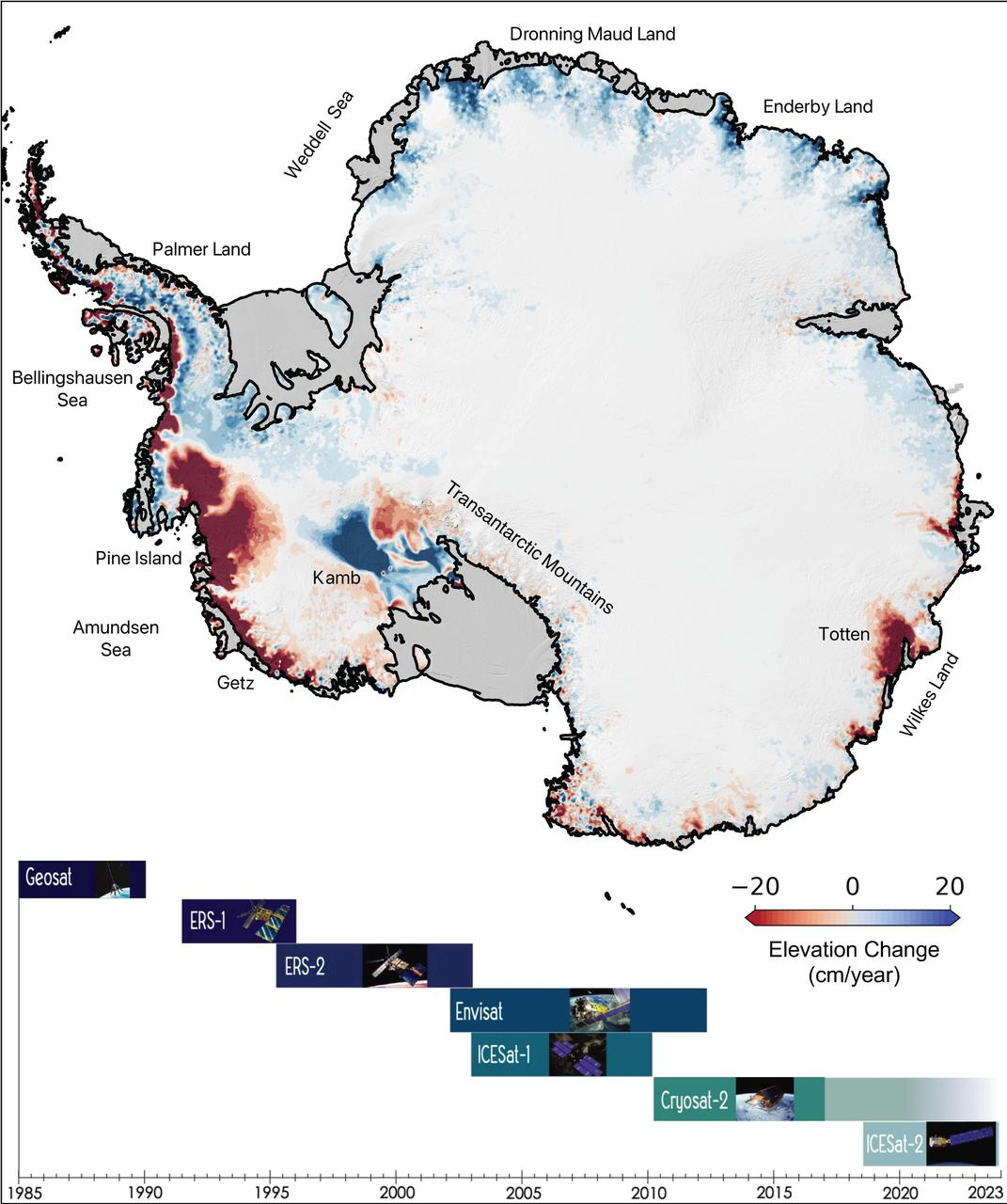
Ab- und Zunahme der Eisdicke (blau = Zunahme / rot = Abnahme)

Die Stabilität des Gletschers ist durch die Marine Ice Sheet Instability gefährdet, da er eine diesbezügliche Topologie aufweist und sich die warme Meeresströmung, da das Festland in der Westantarktis abfallend unter der Meeresoberfläche liegt, immer mehr unter den Gletscher fressen kann.
Anfang 2020 nahmen Forscher der International Thwaites Glacier Collaboration (ITGC) Messungen vor, um Szenarien für die Zukunft des Gletschers zu entwickeln und den Zeitraum für einen möglichen Zusammenbruch zu prognostizieren: Die Erosion des Gletschers durch erwärmtes Ozeanwasser scheint stärker als erwartet. Die Forscher stellten besorgt fest, dass die Wassertemperatur an der Grundlinie des Gletschers bereits mehr als zwei Grad über dem Gefrierpunkt liege. Ein Auslöser der Expedition waren u. a. Geo-Erkundungen der NASA.
Eine Studie aus dem Jahr 2021 kam zur Erkenntnis, dass große Teile des aufschwimmenden Teils des Gletschers innerhalb weniger Jahre abbrechen könnten. Hierauf deuteten Anzeichen in Form von Rissen und Eisbewegungen hin. Eine 2024 veröffentlichte Studie kam zum Schluss, dass sich Meerwasser bei Flut mehrere Kilometer weit unter das Eis des Gletschers presst; dies bedeutet, dass der Gletscher der Erwärmung der Meere stärker ausgesetzt ist als zuvor vermutet. Das Tauen des Thwaites-Gletschers ist bereits für etwa 4 Prozent des globalen Meeresspiegelanstiegs verantwortlich. Der Zusammenbruch dieses Gletschers würde den Pegel der Meere um etwa 65 Zentimeter anheben, was einige Forscher innerhalb weniger Jahrzehnte erwarten. Ein vollständiges Abschmelzen des Gletschers könnte auch angrenzende Eismassen in den Prozess miteinbeziehen und den Meeresspiegel global um bis zu 3 Meter ansteigen lassen.